# Massacre de Belleville
Le massacre de Belleville a lieu le 9 août 1795 à Belleville-sur-Vie, pendant la guerre de Vendée. Lors de  cet épisode, 100 à 300 prisonniers de guerre républicains sont massacrés par les Vendéens, sur ordre du général Charette, en représailles de l'exécution de prisonniers émigrés et chouans lors de l'expédition de Quiberon.

## Prélude
Le 24 juin 1795, à la suite de l'annonce de la mort de Louis XVII et du débarquement des émigrés à Quiberon, le traité de La Jaunaye est rompu par le général vendéen François-Athanase Charette de La Contrie, qui rassemble son armée à Belleville, son quartier-général. Il fait arrêter le même jour les 24 à 40 hommes d'un détachement républicain venu à Belleville et fait mettre à mort leur guide, un patriote du pays, qui est sabré par un cavalier,. Le chef du détachement, le capitaine Marion, du 7e régiment de chasseurs à cheval, est remis en liberté le 7 juillet pour négocier un échange de prisonniers, sans succès,. Dans les jours qui suivent, certains cavaliers républicains acceptent de rallier les rangs des royalistes, les autres sont fusillés,.
Le 25 juin, Charette prend par surprise le camp des Essarts et le 27, un convoi républicain tombe dans une embuscade à Beaulieu-sous-la-Roche. Lors de ces combats, plusieurs républicains sont faits prisonniers, puis enfermés à Belleville.
Pendant ce temps en Bretagne, l'expédition de Quiberon se solde par un échec. Le 21 juillet, les émigrés et les chouans capitulent et 748 d'entre eux sont fusillés dans les jours qui suivent. 

## Déroulement
La nouvelle du désastre de Quiberon arrive à Belleville le matin du dimanche 9 août, peu avant la messe. Charette entre alors dans une violente colère et ordonne aussitôt l'exécution des prisonniers républicains en représailles.
Ceux-ci sont conduits à l'écart du bourg, dans un bois. Certains auraient peut-être été d'abord fusillés, mais pour économiser les munitions les Vendéens massacrent les autres à la baïonnette et au sabre ou encore avec des pieux et des bâtons,. 
L'officier vendéen Lucas de La Championnière laisse le récit suivant dans ses mémoires :

« Jusqu'à l'affaire de Quiberon, nos prisonniers furent conservés à Belleville ; leur existence y était bien pénible, ils avaient fort peu de pain, et la nuit on les renfermaient dans une chambre si étroite qu'ils avaient peine à se coucher tous à la fois ; mais enfin ils vivaient et avaient l'espoir d'être échangés ; après le traitement fait aux émigrés de Quiberon, M. Charette donna l'ordre de les faire périr ; ce qui fut exécuté de la manière la plus atroce pendant qu'on était à la messe. Un officier eut la bassesse d'en venir faire le récit au quartier général et de se vanter d'avoir lui-même servi de bourreau : « Retirez-vous de ma présence, lui dit le Général, vous êtes indigne d'occuper une place d'officier ». On peut croire d'après cette réprimande que le genre de supplice n'avait pas été désigné »

Charles-Joseph Auvynet, ancien secrétaire de Charette mais absent de Belleville à cette époque, laisse quant à lui le récit suivant dans ses « Éclaircissements » : 

« Ces malheureux, au nombre de plus de cent furent emmenés dans un bois peu distant de Belleville et assommé à coups de bâtons et de pieux par les soldats qui formaient la garde de Charette. Les cannibales revinrent de cette sanglante exécution en portant comme un trophée les dépouilles sanglantes de leurs victimes. Le reste fut fusillé dans la cour de la prison. Ces deux horribles scènes se passaient un dimanche, au moment où Charette, accompagné d'une partie de sa troupe, entendait la messe. La fusillade eut lieu dans le château de Belleville, et ainsi les cris des mourants et des assassins se mêlaient aux chants que l'on entendait à la louange de la divinité,. »

Selon Le Bouvier-Desmortiers, seuls quelques hommes auraient été épargnés par Charette pour porter un billet aux autorités républicaines dans lequel le chef vendéen prévient qu'il usera de représailles « toutes les fois qu'on égorgera des prisonniers royalistes »,. Cependant d'après le témoignage d'un rescapé de la prison de Belleville, Louis Barion, interrogé le 7 septembre, aucun émissaire n'est envoyé par Charette après les exécutions,.

Lorsqu'il apprend que Charette a ordonné le massacre de ses prisonniers à Belleville, le général Lazare Hoche écrit au général Hédouville : 

« Le maladroit ! Son cœur ne lui a pas dit qu'en nous renvoyant ces prisonniers après les exécutions d’Auray, il eût remporté contre nous la plus belle de ses victoires. Bonchamps n'y eût pas manqué. »

## Bilan humain
Le massacre fait entre 100 et 300 morts selon les sources. Charles Auvynet évoque « un peu plus de cent » morts. François Eriau, un combattant vendéen capturé en juillet 1795 et interrogé le district de Challans, laisse entendre qu'environ 150 républicains étaient détenus à Belleville,, dont 38 pris au combat des Essarts et un peu plus de 100 pris au combat de Beaulieu. Lucas de La Championnière porta pour sa part à près de 300 le nombre des républicains pris à Beaulieu. D'après une lettre du général républicain Emmanuel de Grouchy, rédigée le 7 juillet 1795, le nombre des patriotes capturés aux Essarts et à Beaulieu était de plus de 200. Jean-Julien Savary cite pour sa part un résumé de l'interrogatoire de Barion, effectué par l'administration de Fontenay-le-Comte et envoyé au Comité de salut public, qui indique que le massacre fit 300 morts,. Charles Cochon de Lapparent donne également un bilan de 300 morts dans un rapport adressé au Comité de salut public le 26 août 1795. Capturé et interrogé en 1796, Charette n'admet que 15 à 18 tués.